# Verbascum simplex
Verbascum simplex é uma espécie de planta com flor pertencente à família Scrophulariaceae. 
A autoridade científica da espécie é Hoffmanns. & Link, tendo sido publicada em Flore portugaise ou description de toutes les...1: 216. 1811.

## Portugal
Trata-se de uma espécie presente no território português, nomeadamente em Portugal Continental.
Em termos de naturalidade é nativa da região atrás indicada.

## Protecção
Não se encontra protegida por legislação portuguesa ou da Comunidade Europeia.